# Ailyn Pérez

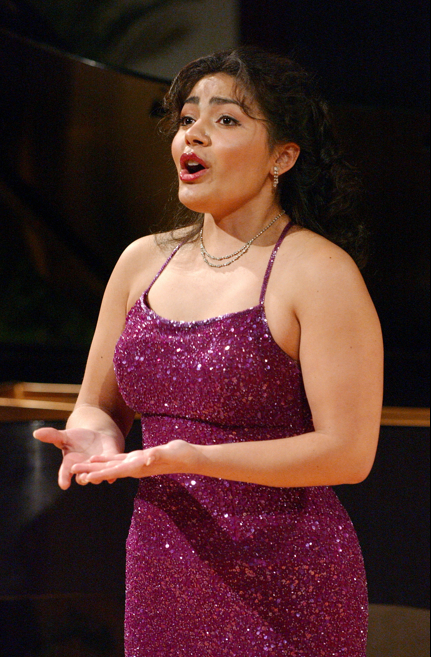
Ailyn Pérez nel 2013

Ailyn Pérez (Chicago, 15 agosto 1979) è un soprano operistico statunitense nota per la sua interpretazione di Violetta, Mimì e Thaïs. È stata insignita dell'Opera News Awards 2019 ed è vincitrice del Richard Tucker Award 2012. Nel 2016 ha ricevuto il Beverly Sills Award da $50.000 e la Sphinx Medal of Excellence 2017 dalla Sphinx Organization.

## Biografia
Ailyn Pérez, figlia di immigrati messicani, nacque a Chicago e crebbe a Elk Grove Village, Illinois, dove si diplomò alla from Elk Grove High School. Ha frequentato la Indiana University School of Music e la Philadelphia Academy of Vocal Arts, diplomandosi nel 2006.
Nell'autunno del 2006 è stata in tournée con Andrea Bocelli come soprano ospite.
Nel 2008 debuttò al Festival di Salisburgo come Juliette in Roméo et Juliette al fianco di Rolando Villazón.
La Pérez è conosciuta come interprete di Violetta ne La traviata, che ha interpretato alla Deutsche Staatsoper Berlin, all'Opera di Amburgo, alla Wiener Staatsoper e alla Royal Opera House. Ha cantato nel ruolo di Amelia al fianco di Plácido Domingo in Simon Boccanegra alla Deutsche Staatsoper e ha debuttato alla Scala nella stessa produzione. Nel 2010 è apparsa come Mimì ne La bohème alla Cincinnati Opera e ha anche cantato il ruolo al Metropolitan Opera di New York nel 2016. Il suo repertorio comprende ruoli come la Contessa ne Le nozze di Figaro, Juliette in Roméo et Juliette e Micaëla in Carmen.
I momenti salienti della stagione 2018/19 includono Elvira nel' Ernani al Teatro alla Scala, Mimì ne La bohème al Metropolitan Opera, Alice in Falstaff al Metropolitan Opera, Donna Anna nel Don Giovanni alla Houston Grand Opera e Violetta ne La traviata al l'Opera di Stato della Baviera.

## Premi
Si è classificata seconda a Operalia nel 2006 e al Concorso Loren L. Zachary nel 2005. Nel 2006 ha ricevuto il Wolf Trap Opera Award e un premio di incoraggiamento da Opera Index. Nel 2007 è stata la vincitrice della Shoshana Foundation Career Grant. È stata premiata due volte dalla Fondazione Licia Albanese Puccini, un'altra nel 2004, e ancora con il Distinguished Achievement Award nel 2016. Nel 2012 ha vinto il Premio Placido Domingo, seguito dal Premio Fondazione Martina Arroyo nel 2017.

## Discografia
- Poème d'un jour. Recital di Iain Burnside Rosenblatt. CD, testi e traduzioni, live. OpusArte 2013
- Love Duets con Stephen Costello (2014)
- Great Scott di Jake Heggie e il librettista Terrence McNally. (2018)